# Нижнепайвинский сельсовет
Нижнепайвинский сельсовет — упразднённое муниципальное образование со статусом сельского поселения и административно-территориальное образование в Баевском районе Алтайского края России. Административный центр — село Нижнепайва.
Законом Алтайского края от 30 июня 2015 года № 61-ЗС, Нижнепайвинский и Нижнечуманский сельсоветы были преобразованы, путём их объединения, в Нижнечуманский сельсовет с административным центром в селе Нижнечуманка.

## Население
| 1997 | 1998 | 1999 | 2000 | 2001 | 2002 |
| ---- | ---- | ---- | ---- | ---- | ---- |
| 541  | ↘533 | ↘529 | ↘516 | ↗519 | ↘500 |
| 2003 | 2004 | 2005 | 2006 | 2007 | 2008 |
| ↘490 | ↘476 | ↘446 | ↘419 | ↘413 | ↘400 |
| 2009 | 2010 | 2011 | 2012 | 2013 | 2014 |
| ↘362 | ↘336 | ↘334 | ↘329 | ↘323 | ↘299 |
| 2015 |      |      |      |      |      |
| ↘294 |      |      |      |      |      |

По результатам Всероссийской переписи населения 2010 года, численность населения муниципального образования составила 336 человек, в том числе 175 мужчин и 161 женщина.

## Населённые пункты
В состав сельского поселения входил один населённый пункт — село Нижнепайва.